# 若親分千両肌
『若親分千両肌』（わかおやぶんせんりょうはだ）は、1967年12月30日に大映が配給した、池広一夫監督、市川雷蔵主演の任侠映画である。『悪名シリーズ』と並ぶ、大映製作の代表的任侠映画として、市川雷蔵主演でシリーズ化され、合計8作品が製作された最終作である。この後の1969年、大映は松方弘樹主演を主演に『二代目若親分』を製作した。

## あらすじ
南条武は、ある日突然、ある男と間違われて襲撃されるが、とある一座の男に助けられ、彼の一座と共に福岡の宇島を訪れた。そこで襲撃してきた男たちの本来の襲撃目標が青柳組の跡取りで、長期間行方不明の栄吉だと知る。その後、南条武は旧知の友人で水上海軍少尉の男と偶然再会、青柳組が建造に関わっている軍海秘密兵器工場を見学するが、次の日、工場が何者かに爆破され、更に兵器設計図も無くなっていた。そして南条や友人にその嫌疑がかけられた。そこで南条は、事件の真相を調べるために立ち上がる。

## 配役
- 市川雷蔵 :南条武
- 藤村志保 : 青柳君江
- 久保菜穂子 : 葉子
- 坂本スミ子 : 春野かすみ
- 藤巻潤 : 水上正信
- 長門勇 : 弁天斎辰丸
- 山口崇 : 青柳栄吉
- 財津一郎 : サブ
- 北城寿太郎 : 黒崎勇次
- 織本順吉 : 赤松寅吉
- 近藤宏 : 岩造
- 守田学 : 荒牧憲兵曹長
- 仲村隆 : 吉村少佐
- 伊達三郎 : ドラゴンの鉄
- 木村玄 : 江藤少尉
- 塩崎純男 : 北川中尉
- 阿部脩 : 熊井上水
- 山本一郎 : 水兵
- 佐々五郎 : 水平
- 五味龍太郎 : 沢井塾頭
- 上野山功一 : 早坂少佐
- 三島雅夫 : 大杉天道
- 東野英治郎 : 青柳竜作

## スタッフ
- 監督 : 池広一夫
- 企画 : 辻久一
- 撮影 : 武田千吉郎
- 美術 : 西岡善信
- 音楽 : 渡辺岳夫
- 編集 : 菅沼完二
- 脚本 : 直居欽哉

## 併映作品
- 『座頭市血煙り街道』: 三隅研次監督作品

## 若親分シリーズ
- 『若親分』 (1965年) 池広一夫監督
- 『若親分出獄』 (1965年) 池広一夫監督
- 『若親分喧嘩状』 (1966年) 池広一夫監督
- 『若親分乗り込む』 (1966年) 井上昭監督
- 『若親分あばれ飛車』 (1966年) 田中重雄監督
- 『若親分を消せ』 (1967年) 中西忠三監督
- 『若親分兇状旅』 (1967年) 森一生監督
- 『若親分千両肌』 (1967年) 池広一夫監督